# Volo ADC Airlines 86
Il volo ADC Airlines 86 era un volo passeggeri di linea nazionale da Port Harcourt a Lagos, in Nigeria. Il 7 novembre 1996, l'equipaggio del Boeing 727-200 che operava il volo perse il controllo dell'aeromobile evitando una collisione a mezz'aria durante l'avvicinamento; l'aereo si schiantò a una velocità molto elevata, provocando la morte tutti i 144 passeggeri e membri dell'equipaggio a bordo. Gli investigatori stabilirono che la causa principale dell'incidente fu un errore del controllore del traffico aereo.

## L'aereo
Il velivolo coinvolto era un Boeing 727-200, marche 5N-BBG, numero di serie 20054, numero di linea 718. Prima di essere ceduto a ADC Airlines, aveva operato per Trans World Airlines. Era alimentato da 3 motori turboventola Pratt & Whitney JT8D-9A. Al momento dell'incidente, l'aereo aveva circa 27 anni.

## L'incidente
Il volo 86 era in rotta verso l'aeroporto di Lagos a un'altitudine di 24 000 piedi (7 300 m). Allo stesso tempo, un aereo operato da Triax era in viaggio da Lagos a Enugu a 16 000 piedi (4 900 m). Il controllore del traffico aereo di Lagos autorizzò l'equipaggio del volo 86 a scendere, pensando erroneamente di aver già autorizzato il volo 86 a raggiungere i 10 000 piedi (3 000 m), al di sotto dell'aereo di Triax. La discesa causò un conflitto di rotta tra il volo 86 e il volo Triax. Il traffic collision avoidance system (TCAS) emise un segnale di allarme, e l'equipaggio intraprese un'azione evasiva che si rivelò essere troppo eccessiva; l'aereo rollò troppo, e i piloti ne persero il controllo. Nel giro di sedici secondi, il velivolo si capovolse, entrò in una picchiata e precipitò a terra alla velocità di quasi di 1 Mach, disintegrandosi.

## Le indagini
La causa principale dell'incidente è stata determinata essere l'errore da parte del controllore del traffico aereo: "la disordinata separazione del traffico da parte del controllore del radar è risultata nel generare un conflitto di rotta tra i voli ADK 086 e TIX 185".
È stato anche riscontrato che il pilota commise degli errori, tra i quali la manovra eccessiva per evitare la collisione con l'altro aereo.